# Metoda Clebscha
Metoda Clebscha, właśc. sposób Clebscha, służy do obliczania linii ugięcia belki. Opracowana przez Alfreda Clebscha w 1862 r. Jest to udoskonalenie metody analitycznej liczenia linii ugięcia.
Sposób ten pozwala znacznie uprościć proces postępowania przy obliczaniu ugięcia i kąta ugięcia dla belek prostych o stałej sztywności na zginanie poprzez zmniejszenie liczby stałych całkowania do dwóch bez względu na ilość badanych przedziałów.

## Etapy postępowania
1. Jeżeli występuje obciążenie ciągłe, to przedłużamy je do końca belki i równoważymy, w nowo powstałych miejscach, obciążeniem ciągłym o przeciwnym zwrocie.
2. Tworzymy jedno równanie ugięcia belki {\displaystyle EIy''} = wszystkie wyrazy wynikłe z założenia 1.
3. Dwukrotnie całkujemy przestrzegając założenia 2.
4. Ustalamy warunki początkowe i wyznaczamy stałe całkowania.

## Założenia
1. Zaczynamy od jednego krańca belki i po kolei wypisujemy wszystko co działa na tę belkę w postaci: {\displaystyle P(x-a)^{b},} gdzie:

{\displaystyle P} – wartość oddziaływania (wartość obciążenia ciągłego pomniejszyć o połowę),
{\displaystyle a} – odległość oddziaływania od końca belki,
{\displaystyle b} – potęga zależna od rodzaju oddziaływania (0 dla momentów gnących, 1 dla sił, 2 dla obciążeń ciągłych).
| Rodzaj            | Wartość (P) | Potęga (b) | Zapis w metodzie Clebscha               |
| ----------------- | ----------- | ---------- | --------------------------------------- |
| Moment            | M           | 0          | {\displaystyle M(x-a)^{0}}              |
| Siła              | P           | 1          | {\displaystyle P(x-a)^{1}}              |
| Obciążenie ciągłe | q           | 2          | {\displaystyle {\frac {q}{2}}(x-a)^{2}} |

2. Przy całkowaniu nie rozwijamy wyrazów w nawiasach odpowiedzialnych za położenie. np.
{\displaystyle \int \int M(x-a)^{0}=\int M(x-a)^{1}={\frac {M}{2}}(x-a)^{2}.}